# Krankenhaus der Barmherzigen Schwestern vom heiligen Karl Borromäus
Das Krankenhaus der Barmherzigen Schwestern vom heiligen Karl Borromäus (tschechisch: Nemocnice Milosrdných sester sv. Karla Boromejského) ist eines der ältesten Krankenhäuser in Prag und das einzige kirchliche Krankenhaus der tschechischen Hauptstadt. Es befindet sich seit der Gründung in der Mitte des 19. Jahrhunderts in der Prager Kleinseite unter dem Berg Petřín  und dem Kloster Strahov.